# Улисс из Багдада
Улисс из Багдада  (англ. Ulysse from Bagdad) — роман французского писателя Эрика-Эммануэля Шмитта, опубликованный в 2008 году. Русский перевод А. Беляк издан в 2010 году.

## Сюжет
Сюжетно-композиционная канва романа представляет собой опасное странствие молодого араба, который решается нелегально вырваться из разрушенного войной Багдада и добраться до Лондона, города своей мечты. Этот молодой араб по имени Саад Саад (сам он переводит своё имя как с арабского — «Надежда Надежда», так и с английского — «Печаль Печаль») не может больше жить в своей стране, которая ассоциируется с тоталитаризмом, насилием, разрушением и смертью. Его отец, любимая и друзья гибнут в ходе вооружённого столкновения Ирака и США.
В романе автор показывает всю жестокость еще не остывшего «пожара» иракской войны, политику двойных стандартов современной демократии, непроницаемость границ Европы, проблему отношения к нелегальным эмигрантам, увиденную «их» глазами. Апелляция к гомеровскому мифу, по мнению критики, заставляет читателя глубже почувствовать тяготы жизни героя.

## Проблема «свой» — «чужой» в романе
Проблема свой — чужой реализована на нескольких уровнях романа: на сюжетном уровне — преодоления границ на пути из разоренного войной Багдада в Лондон; на ментальном — осмысление условности границ между «я» и «мы». Размышления Саада о границах, разделяющих людей на «своих» и «чужих», говорят о его философской и гражданской зрелости, по мнению героя романа, деление — это война. Его мечта — это мир без деления на «своих» и «чужих».
Герой романа преодолевает границы не только пространственные, но и социально-политические, дифференцирующие современное общество по принципу «свой — чужой». Размывание границ свой — чужой в постмодернистском дискурсе происходит в контексте культуры, в диалог с которым включен главный герой. Снятие оппозицией «свой — чужой» и «Восток — Запад» решается Шмиттом в экуменическом ключе эллинистической культуры, частью которой был Ближний Восток и современная Европа.